# Karl Markovics
Karl Markovics, né le 29 août 1963 à Vienne, est un acteur, réalisateur et scénariste autrichien.
Il est surtout connu pour son rôle de Stockinger, l'un des deux collègues de Richard Moser dans les deux premières saisons de Rex, chien flic.

## Biographie
Fils d'une vendeuse et d'un chauffeur de bus, Karl Markovics souhaite faire du théâtre dès l'enfance. Mais il échoue à l'entrée du Max Reinhardt Seminar. Cependant il réussit à entrer dans le Serapionstheater en 1982 puis l'Ensemble Theater Wien en 1987.
Il obtient son premier rôle au cinéma en 1991 dans Hund und Katz de Michael Sturminger.
Il se fait connaître par son interprétation d'Ernst Stockinger dans la série germano-autrichienne Rex, chien flic, où il est doublé par Patrick Préjean, et par son rôle - principal - dans la série autrichienne Stockinger.
Markovics joue dans de nombreuses productions télévisuelles et théâtrales au Theater in der Josefstadt et au Wiener Volkstheater où, en 2005, il met en scène La Cantatrice chauve. Il apparaît en 2008 dans le téléfilm Die Gustloff réalisé par Joseph Vilsmaier avec Michael Mendl, Heiner Lauterbach, Francis Fulton-Smith et Dana Vávrová.
Son interprétation d'un faussaire de génie utilisé par les nazis dans le camp de Sachsenhausen dans Les Faussaires lui vaut un succès international, lorsque le film obtient l'Oscar du meilleur film en langue étrangère 2008.
En 2011, il fait ses débuts de réalisateur et de scénariste avec Nouveau Souffle, qui est sélectionné à la Quinzaine des réalisateurs lors du Festival de Cannes.

## Filmographie (sélection)

### Acteur

#### Cinéma
- 1993 : Indien :Le restaurateur
- 1993 : Muttertag – Die härtere Komödie de Harald Sicheritz : Schaffner
- 1993 : Halbe Welt de Florian Flicker : le chauffeur de taxi
- 1995 : Auf Teufel komm raus de Wolfgang Murnberger : Weghofer
- 1997 : Qualtingers Wien de Harald Sicheritz : l’avocat
- 1998 : Hinterholz 8 de Harald Sicheritz : le garde forestier
- 1998 : Der Strand von Trouville de Michael Hofmann : le serveur
- 1998 : Drei Herren de Nikaus Leytner : M. Ivo
- 1999 : Late Show de Helmut Dietl : Nowak
- 1999 : Alles Bob! de Otto Alexander Jahtrreiss : Mr Mack
- 1999 : Wanted de Harald Sicheritz : le psychiatre
- 1999 : Geboren in Absurdistan de Houchang Allahyari et Tom-Darius Allahyari : Stefan Strohmayer
- 2000 : Komm, süßer Tod de Wolfgang Murnberger : Heinz Jäger
- 2001 : Showdown de Walter Bednarik : M. Markovics
- 2001 : Les Hommes de Sa Majesté (All the Queen's Men) de Stefan Ruzowitzky : le Hauptsturmführer
- 2007 : Les Faussaires (Die Fälscher) de Stefan Ruzowitzky : Sorowitsch
- 2009 : Les Petits voleurs (Die kleinen Bankräuber) d'Armands Zvirbulis : le directeur de la banque
- 2010 : Nanga Parbat de Joseph Vilsmaier : Karl Maria Herrligkoffer
- 2010 : Mahler auf der Couch de Felix O. Adlon et Percy Adlon : Sigmund Freud
- 2010 : Die verrückte Welt der Ute Bock de Houchang Allahyari : l’officier de police
- 2011 : Black, Brown, White d'Erwin Wagenhofer : Jimmy
- 2011 : Sans identité (Unknown) de Jaume Collet-Serra : Dr Farge
- 2012 : Eastalgia de Daria Onyshchenko : Vladan
- 2012 : Süskind de Rudolf van den Berg : Ferdinand Aus der Fünten
- 2012 : Les Arpenteurs du monde (Die Vermessung der Welt) de Detlev Buck : Büttner
- 2014 : The Grand Budapest Hotel de Wes Anderson : Wolf
- 2016 : Ultimatum (Kongens nei) d'Erik Poppe : Curt Bräuer
- 2016 : The Devil's Mistress (Lída Baarová) de Filip Renč : Joseph Goebbels
- 2018 : Murer : Anatomie d’un procès de Christian Frosch (de) : Simon Wiesenthal
- 2018 : A Rose in Winter de Joshua Sinclair : Eugene Breitling
- 2019 : Résistance (Resistance) de Jonathan Jakubowicz : Charles Mangel
- 2022 : Le Rêve de l'okapi (Was man von hier aus sehen kann) d'Aron Lehmann : l'opticien
- 2022 : Le Renard et le Soldat (Der Fuchs) d'Adrian Goiginger : Josef Streitberger
- 2023 : Ton Noël ou le mien 2 (Your Christmas or Mine 2) de Jim O'Hanlon : Rudolf / Le frère de Rudolf
- 2024 : L'Instruction (Die Ermittlung : Oratorium in 11 Gesängen) de RP Kahl et Christoph Gampl : Zeuge 26
- 2024 : Blindgänger de Kerstin Polte
- 2025 : Das Licht de Tom Tykwer
- 2025 : Sie glauben an Engel, Herr Drowak ? de Nicolas Steiner : Hugo Drowak

### Télévision
- 1994-1996 : Rex, chien flic (Kommissar Rex) (série télévisée, 29 épisodes) : Ernst Stockinger
- 1996 : Stockinger (série télévisée, 14 épisodes) : Ernst Stockinger
- 1996 : Olivia, ein Kinderschicksal bewegt die Welt de Wolfgang Mülbauer : Dr Zim
- 1998-2002 : MA 2412 : le sénateur (jusqu’à l’épisode 11)
- 1999 : Le Temps des orages (Sturmzeit) (un épisode) : Hans Velin
- 1999 : Das Callgirl de Peter Keglevic : le Pr Nadler
- 2000 : Soko brigade des stups (Soko München), épisode Leichte Beute : Lorenz
- 2000 : Lumpazivagabundus d'Emmy Werner : Zwirn
- 2001 : Love Letters : Liebe per Nachnahme de Thomas Louis Pröve : Karl Kunert
- 2002 : 1809 Andreas Hofer – Die Freiheit des Adlers de Xaver Schwarzenberger : l’archiduc Charles d'Autriche, duc de Teschen
- 2002 : Die Wasserfälle von Slunj de Peter Patzak : Chwostik
- 2003 : Annas Heimkehr de Xaver Schwarzenberger : Georg Brunner
- 2004 : Une mamie envahissante (Zuckeroma) de Xaver Schwarzenberger : Anton Seeberg
- 2005 : Mein Mörder d’Elisabeth Scharang : Dr Mannhart
- 2005 : Quatuor pour une enquête (Vier Frauen und ein Todesfall), épisode Herzkasper : Dr Stefan Auinger
- 2005 : Wolff, police criminelle (Wolffs Revier), épisode Fauler Zauber : le patron
- 2005 : Trautmann, épisode Bumerang : Ludwig « Vickerl » Stedronsky
- 2006 : Prince Rodolphe : l'héritier de Sissi (Kronprinz Rudolf) de Robert Dornhelm : Bombelles
- 2006 : Die ProSieben Märchenstunde : Rapunzel oder Mord ist ihr Hobby
- 2007 : Franz Fuchs – Ein Patriot d’Elisabeth Scharang : Franz Fuchs
- 2008 : Die Gustloff de Joseph Vilsmaier : le capitaine de corvette Petri
- 2010 : Henri 4 de Jo Baier : l’amiral Gaspard de Coligny
- 2010 : Kennedys Hirn d’Urs Egger (d’après le roman de Henning Mankell : Le Cerveau de Kennedy) Mikael Rossberg
- 2017 : Marie-Thérèse d'Autriche, saison 1: le prince Eugène de Savoie
- 2017-2022 : Babylon Berlin (20 épisodes) : Samuel Katelbach
- 2018 : Beat (6 épisodes) : Dr Brandt
- 2018 : La Monnaie miraculeuse (Das Wunder von Wörgl) d’Urs Egger : Michael Unterguggenberger
- 2019 : Hôtel fantôme (de) (Das letzte Problem) de lui-même : le commissaire Jonas Horak
- 2020 : Tatort : Du allein : Peter Jensch
- 2022 : Le Silence des ânes (Das Schweigen der Esel) de lui-même : Jonas Horak
- 2024 : Le Régime (The Regime) (mini-série) créée par Will Tracy, épisode 6 Don't Yet Rejoice de Jessica Hobbs : Tommaso Bizzarri

### Réalisateur et scénariste
- 2011 : Nouveau Souffle (Atmen)
- 2015 : Superwelt
- 2019 : Nobadi
- 2019 : Hôtel fantôme (Das letzte Problem) (téléfilm)
- 2023 : Le Silence des ânes (Das Schweigen der Esel) (téléfilm)